# Hoplolatilus geo
Hoplolatilus geo är en fiskart som beskrevs av Hans W. Fricke och Kacher 1982. Hoplolatilus geo ingår i släktet Hoplolatilus och familjen Malacanthidae. Inga underarter finns listade i Catalogue of Life.